# نرت مرتل بیچ (کارولینای جنوبی)
نرت مرتل بیچ(به انگلیسی: North Myrtle Beach) شهری در ایالت کارولینای جنوبی کشور ایالات متحده آمریکا است که جمعیت آن در سرشماری سال ۲۰۱۰ میلادی، ۱۳٬۷۵۲ نفر بوده‌است.